# Esther Granados
María Esther Granados Ulloa (Lima, 30 de enero de 1926-Lima, 19 de octubre de 2012) fue una destacada cantante peruana, conocida como "La Reina de la Jarana" y una de las 6 grandes de la Canción Criolla.

## Biografía
Esther Granados vivió sus primeros años cerca de la Plaza de la Inquisición en los Barrios Altos. Siempre ligada al canto, ya en el colegio sus compañeras la instaban a que cantara y como lo hacía tan bien un día la animaron a que fuera acompañadas por ellas, a Radio Goicochea que quedaba en el lugar donde hoy se encuentra el Cine Metro en la Plaza San Martín (centro de Lima), el pianista de esa emisora el popular "Arañita" era. Fue quien le hizo la prueba.
Debutó en 1939 y formó parte del elenco de Radio Lima que reunió a los más destacados intérpretes de la música criolla bajo la dirección del compositor Filomeno Ormeño Belmonte. Más de dos décadas después, su frase "Solita me jaraneo", la identificó como cantante de canciones alegres. Sin embargo ella era poseedora de una voz muy melodiosa y una excelente dicción. Estas cualidades le permitieron interpretar un amplio y variado repertorio no solo de música criolla, sino también de temas internacionales.
En 1987, el entonces Presidente del Perú, Dr. Alan García Pérez oficializó mediante una resolución ministerial el nombramiento de "Las 6 grandes de la Canción Criolla". En este ramillete de glorias de la música criolla peruana, se encontraban además de Esther Granados, Jesús Vásquez, Eloísa Angulo, Delia Vallejos, Teresa Velásquez y Alicia Lizárraga.
Falleció la mañana del 19 de octubre del 2012 a las 5 a. m. en el Hospital Edgardo Rebagliati, donde pasó internada sus últimos días, informó RPP Noticias. Su velatorio se realizó en el Museo de la Nación del Ministerio de Cultura.

## Premios y reconocimientos
- Premio Minerva - Municipalidad Metropolitana de Lima.